# 2023년 SSG 랜더스 시즌
2023년 SSG 랜더스 시즌은 SSG 랜더스가 KBO 리그에 참가한 3번째 시즌으로, SK 와이번스 시절까지 합하면 24번째 시즌이다. 김원형 감독이 팀을 이끈 3번째 시즌이며, 한유섬이 주장을 맡았으나, 성적 부진으로 스스로 주장직을 내려놓음에 따라 잔여 시즌동안 오태곤이 주장을 맡았다. 팀은 시즌 초반 선두 싸움을 했으나 후반기 들어 부진하며 6위까지 내려앉았다. 그러나 시즌 막판 반등에 성공하여 10팀 중 정규 시즌 3위로 포스트시즌에 진출했다. 그러나 준플레이오프에서 NC 다이노스에게 3전 3패로 스윕패를 당하며 탈락했다. 다만 이후 NC 다이노스가 플레이오프에서 탈락한 덕에 SSG 랜더스의 최종 순위는 3위로 유지되었는데 2군 선수단 내 체벌 논란 뿐 아니라 프랜차이즈 스타를 타 구단으로 떠나보내는 과정 등에서  팬들의 신뢰를 잃는 등 경기 외적으로 굴곡진 한 해를 보냈다.
NO LIMITS, AMAZING LANDERS (정규시즌)

ANOTHER AMAZING LANDING (포스트시즌)

LET'S GO LANDERS (포스트시즌)

인천 SSG! 투혼의 랜더스! (포스트시즌)

## 프런트
- 사장: 민경삼
- 단장/R&D센터장: 김성용
- 컨설턴트: 트레이 힐만

## 코치
- 수석코치: 조원우
- 투수코치: 조웅천
- 타격코치: 이진영
- 배터리코치: 정상호, 정진식
- 외야수비·주루코치: 조동화
- 1루 주루코치: 윤재국
- 불펜코치: 이승호, 채병용
- 수비코치: 손지환
- 작전·벤치코치: 김민재
- QC코치: 정경배
- 타격보조코치: 오준혁, 박정권
- 트레이닝코치: 곽현희
- 컨디셔닝코치: 고윤형, 길강남, 김기태, 김상용, 박창민, 송재환

## 타이틀
- KBO 수비상: 에레디아 (좌익수)
- 올스타 선정: 최정 (3루수)
- 올스타 추천선수: 오원석, 노경은, 서진용
- KBO 월간 MVP: 최정 (6월)
- 도드람한돈 월간 MVP: 서진용 (4월/7월), 최지훈 (4월), 노경은 (5월), 최정 (5월/6월), 문승원 (6월), 김성현 (7월), 맥카티 (8월), 추신수 (8월), 김광현 (9월), 한유섬 (9월)
- 업비트 위클리 베스트 라인업 결산: 서진용 (구원투수), 에레디아 (좌익수)
- 완투: 오원석 (1)
- 세이브: 서진용 (42)
- 장타율: 최정 (0.548)
- OPS: 최정 (0.936)
- 마무리등판: 서진용 (61)
- 구원투수WAR: 서진용 (2.84)
- 평균선수대비승리기여도(구원): 서진용 (2.28)
- 세이브포인트: 서진용 (47)
- 타석 당 피투구수: 최주환 (4.26)
- 순장타율: 최정 (0.251)
- GPA: 최정 (0.312)
- 구원승: 노경은 (9)
- 병살 유도: 김광현 (19)
- 견제 아웃: 김민식, 엘리아스 (4)
- 병살 처리: 박성한 (90)
- 조아제약 프로야구대상 최고구원투수상: 서진용
- 웰컴톱랭킹 6월 타자부문 1위: 최정
- 웰컴톱랭킹 10월 타자부문 1위: 한유섬
- 성구회 헌액: 최정
- 2023 아시아 야구 선수권 대회 올스타: 조병현 (구원투수)
- 2023 아시아 야구 선수권 대회 동메달: 조병현, 류현곤, 신헌민
- 2023 아시아 프로야구 챔피언십 은메달: 조병현, 오원석, 최지훈
- 2023 WBC 국가대표: 김민재(코치), 김광현, 최정, 최지훈
- 한국갤럽 선정 가장 좋아하는 한국인 야구선수: 추신수 (4위), 김광현 (5위), 최정 (9위)
- 한국대학스포츠협의회 선정 대학야구 출신 올스타: 정근우 (2루수)
- 개막전 선발투수: 김광현

### 퓨처스리그
- 북부리그 2루타: 이정범 (18)
- 북부리그 도루: 김정민 (16)
- 북부리그 사구: 김찬형 (8)
- 북부리그 출장(투수): 한두솔 (40)
- 리얼글러브 퓨처스리그: 류효승 (외야수), 이정범 (외야수), 한두솔 (투수)
- 퓨처스 올스타: 서상준, 김건이, 류효승, 전진우, 김정민
- 퓨처스 올스타전 우수투수상: 서상준

## 선수단
- 1군 경기에 한 경기라도 출전한 선수만 기록.

### 선발투수
| 이름              | 경기 | 이닝  | 승 | 패 | 홀드 | 세이브 | 탈삼진 | ERA  |
| ----------------- | ---- | ----- | -- | -- | ---- | ------ | ------ | ---- |
| 김광현            | 30   | 168.1 | 9  | 8  | 0    | 0      | 119    | 3.53 |
| 로에니스 엘리아스 | 22   | 131.1 | 7  | 6  | 0    | 0      | 93     | 3.77 |
| 커크 맥카티       | 24   | 130   | 9  | 5  | 0    | 0      | 116    | 3.39 |
| 오원석            | 28   | 144.2 | 8  | 10 | 0    | 0      | 88     | 5.23 |
| 박종훈            | 18   | 80    | 2  | 6  | 0    | 0      | 56     | 6.19 |
| 송영진            | 17   | 47.1  | 3  | 3  | 0    | 0      | 38     | 5.70 |
| 조성훈            | 2    | 7     | 0  | 1  | 0    | 0      | 4      | 6.43 |

### 구원투수
| 이름   | 경기 | 이닝 | 승 | 패 | 홀드 | 세이브 | 탈삼진 | ERA   |
| ------ | ---- | ---- | -- | -- | ---- | ------ | ------ | ----- |
| 노경은 | 76   | 83   | 8  | 5  | 29   | 2      | 65     | 3.58  |
| 고효준 | 73   | 58   | 4  | 1  | 13   | 0      | 66     | 4.50  |
| 문승원 | 50   | 105  | 5  | 8  | 8    | 1      | 65     | 5.23  |
| 이건욱 | 27   | 38.2 | 1  | 0  | 0    | 0      | 31     | 2.33  |
| 백승건 | 25   | 38   | 2  | 2  | 3    | 0      | 29     | 4.97  |
| 최민준 | 53   | 60   | 5  | 3  | 7    | 1      | 37     | 4.20  |
| 박민호 | 10   | 10   | 0  | 0  | 0    | 0      | 4      | 0.90  |
| 서동민 | 2    | 1    | 0  | 0  | 0    | 0      | 1      | 0.00  |
| 이기순 | 2    | 3    | 0  | 0  | 0    | 0      | 3      | 9.00  |
| 김주온 | 1    | 0.1  | 0  | 0  | 0    | 0      | 1      | 81.00 |
| 김주한 | 1    | 0    | 0  | 0  | 0    | 0      | 0      | ∞     |
| 서상준 | 2    | 2    | 0  | 0  | 0    | 0      | 3      | 0.00  |
| 정성곤 | 6    | 4.1  | 0  | 0  | 0    | 0      | 3      | 10.38 |
| 임준섭 | 41   | 32.2 | 0  | 2  | 3    | 0      | 26     | 5.79  |
| 이로운 | 50   | 57.2 | 6  | 1  | 5    | 0      | 52     | 5.62  |

### 마무리투수
| 이름   | 경기 | 이닝 | 승 | 패 | 홀드 | 세이브 | 탈삼진 | ERA  |
| ------ | ---- | ---- | -- | -- | ---- | ------ | ------ | ---- |
| 서진용 | 69   | 72.2 | 5  | 4  | 0    | 42     | 63     | 2.48 |
| 한두솔 | 1    | 1    | 0  | 0  | 0    | 0      | 2      | 9.00 |
| 신헌민 | 11   | 12   | 0  | 0  | 0    | 0      | 8      | 6.00 |

### 포수
| 이름   | 경기 | 안타 | 홈런 | 타점 | 득점 | 도루 | 타율 | OPS  |
| ------ | ---- | ---- | ---- | ---- | ---- | ---- | ---- | ---- |
| 김민식 | 122  | 58   | 5    | 34   | 28   | 0    | .218 | .618 |
| 조형우 | 62   | 22   | 2    | 12   | 9    | 0    | .185 | .526 |
| 이흥련 | 16   | 1    | 1    | 2    | 1    | 0    | .071 | .473 |
| 이재원 | 27   | 4    | 0    | 2    | 3    | 0    | .091 | .241 |

### 1루수
| 이름   | 경기 | 안타 | 홈런 | 타점 | 득점 | 도루 | 타율 | OPS  |
| ------ | ---- | ---- | ---- | ---- | ---- | ---- | ---- | ---- |
| 오태곤 | 123  | 65   | 7    | 28   | 37   | 20   | .239 | .668 |
| 강진성 | 55   | 34   | 3    | 17   | 10   | 0    | .260 | .694 |
| 고명준 | 2    | 0    | 0    | 0    | 0    | 0    | .000 | .000 |
| 류효승 | 3    | 0    | 0    | 0    | 0    | 0    | .000 | .250 |
| 김건웅 | 1    | 0    | 0    | 0    | 0    | 0    | .000 | .000 |
| 최항   | 21   | 8    | 1    | 6    | 3    | 0    | .286 | .811 |
| 전의산 | 56   | 27   | 4    | 21   | 11   | 0    | .201 | .630 |

### 2루수
| 이름   | 경기 | 안타 | 홈런 | 타점 | 득점 | 도루 | 타율 | OPS  |
| ------ | ---- | ---- | ---- | ---- | ---- | ---- | ---- | ---- |
| 김성현 | 112  | 83   | 1    | 27   | 35   | 4    | .268 | .651 |
| 최주환 | 134  | 100  | 20   | 63   | 48   | 0    | .235 | .742 |
| 최준우 | 38   | 16   | 0    | 6    | 5    | 0    | .267 | .631 |
| 안상현 | 58   | 14   | 0    | 2    | 10   | 3    | .241 | .595 |

### 유격수
| 이름   | 경기 | 안타 | 홈런 | 타점 | 득점 | 도루 | 타율 | OPS  |
| ------ | ---- | ---- | ---- | ---- | ---- | ---- | ---- | ---- |
| 박성한 | 128  | 122  | 9    | 47   | 53   | 4    | .266 | .713 |

### 3루수
| 이름   | 경기 | 안타 | 홈런 | 타점 | 득점 | 도루 | 타율 | OPS  |
| ------ | ---- | ---- | ---- | ---- | ---- | ---- | ---- | ---- |
| 최정   | 128  | 140  | 29   | 87   | 94   | 7    | .297 | .936 |
| 김찬형 | 36   | 11   | 1    | 5    | 6    | 0    | .229 | .629 |
| 최경모 | 28   | 3    | 0    | 1    | 6    | 2    | .150 | .300 |

### 좌익수
| 이름     | 경기 | 안타 | 홈런 | 타점 | 득점 | 도루 | 타율 | OPS  |
| -------- | ---- | ---- | ---- | ---- | ---- | ---- | ---- | ---- |
| 에레디아 | 122  | 153  | 12   | 76   | 76   | 12   | .323 | .846 |
| 하재훈   | 77   | 61   | 7    | 35   | 35   | 11   | .303 | .842 |

### 중견수
| 이름   | 경기 | 안타 | 홈런 | 타점 | 득점 | 도루 | 타율 | OPS  |
| ------ | ---- | ---- | ---- | ---- | ---- | ---- | ---- | ---- |
| 최지훈 | 117  | 124  | 2    | 30   | 65   | 21   | .268 | .672 |
| 김강민 | 70   | 31   | 2    | 7    | 20   | 2    | .226 | .627 |

### 우익수
| 이름   | 경기 | 안타 | 홈런 | 타점 | 득점 | 도루 | 타율 | OPS   |
| ------ | ---- | ---- | ---- | ---- | ---- | ---- | ---- | ----- |
| 한유섬 | 109  | 91   | 7    | 55   | 29   | 2    | .273 | .748  |
| 최상민 | 51   | 8    | 0    | 3    | 5    | 2    | .235 | .543  |
| 김정민 | 8    | 1    | 0    | 0    | 1    | 0    | .500 | 1.000 |

### 지명타자
| 이름   | 경기 | 안타 | 홈런 | 타점 | 득점 | 도루 | 타율 | OPS  |
| ------ | ---- | ---- | ---- | ---- | ---- | ---- | ---- | ---- |
| 추신수 | 112  | 96   | 12   | 40   | 65   | 6    | .251 | .772 |
| 채현우 | 1    | 0    | 0    | 0    | 1    | 0    | -    | -    |
| 이정범 | 15   | 5    | 0    | 4    | 2    | 0    | .172 | .385 |

## 기록
- 규정이닝 충족: 김광현 (168.1), 오원석 (144.2)
- 규정타석 충족: 최정 (552), 박성한 (529), 에레디아 (523), 최지훈 (503), 최주환 (478), 추신수 (462)
- 역대 5번째 KBO 통산 150승: 김광현
- 역대 86번째 통산 1000이닝: 박종훈
- 역대 17번째 통산 2000안타: 최정
- 역대 10번째 통산 7000타수: 최정
- 역대 4번째 통산 3700루타: 최정
- 역대 103번째 통산 100홈런: 최주환
- 역대 2번째 통산 1300득점: 최정
- 역대 1번째 통산 320사구: 최정
- 역대 1번째 18년 연속 10홈런: 최정
- 역대 4번째 통산 1400타점: 최정
- 역대 178번째 통산 1000경기 출장: 오태곤
- 역대 112번째 통산 500득점: 김성현
- 역대 115번째 통산 1000안타: 최주환
- 역대 87번째 통산 200번째 2루타: 최주환
- 역대 8번째 통산 2100경기 출장: 최정
- 역대 10번째 통산 1900이닝: 김광현
- 역대 4번째 통산 3800루타: 최정
- 역대 13번째 2경기 연속 리드오프 홈런: 추신수
- 역대 11번째 통산 8000타자 상대: 김광현
- 역대 116번째 통산 1200경기 출장: 최주환
- 역대 3번째 8년 연속 20홈런: 최정
- 역대 2번째 통산 450홈런: 최정
- 역대 87번째 5년 연속 100안타: 최정
- 역대 46번째 통산 800득점: 김강민
- 역대 13번째 통산 2100안타: 최정
- 역대 113번째 통산 500득점: 최주환
- 투수 역대 19번째 5년 연속 50경기 출장: 서진용
- 역대 8번째 8년 연속 200루타: 최정
- 역대 30번째 통산 1900경기 출장: 김강민
- 역대 2번째 통산 1300사사구: 최정
- 역대 4번째 통산 1700탈삼진: 김광현
- 역대 3번째 통산 3900루타: 최정
- 역대 45번째 3년 연속 20도루: 최지훈
- 역대 61번째 초구 리드오프 홈런: 추신수
- 역대 8번째 통산 2000이닝: 김광현
- 역대 42번째 통산 1300이닝: 노경은
- 역대 9번째 & 구단 최초 시즌 40세이브: 서진용

## 응원단
- 응원단장: 박민수
- 장내 아나운서: 곽수산
- 탑 아나운서: 김지훈

## 선수 이동

### 영입
- 강진성 (트레이드 / 1루수 / 두산)
- 이로운 (신인드래프트 1라운드 / 선발투수)
- 송영진 (신인드래프트 2라운드 / 선발투수)
- 김정민 (신인드래프트 3라운드 / 중견수)
- 안현서 (신인드래프트 4라운드 / 구원투수)
- 김건웅 (신인드래프트 5라운드 / 1루수)
- 박세직 (신인드래프트 6라운드 / 중견수)
- 김민준 (신인드래프트 7라운드 / 유격수)
- 류현곤 (신인드래프트 8라운드 / 구원투수)
- 이승훈 (신인드래프트 9라운드 / 구원투수)
- 김건이 (신인드래프트 10라운드 / 포수)
- 김준영 (신인드래프트 11라운드 / 구원투수)
- 에레디아 (자유선발 / 중견수 / 애틀랜타)
- 맥카티 (자유선발 / 마무리투수 / 클리블랜드)
- 로메로 (자유선발 / 구원투수 / 치바 롯데)
- 엘리아스 (자유선발 / 마무리투수 / 시애틀)
- 조강희 (육성선수 / 선발투수)

### 이적
- 김정우 (트레이드 / 마무리투수 / 두산)

### 입대
- 김건우 (선발투수 / 상무)
- 전영준 (구원투수 / 상무)

### 전역
- 조병현 (선발투수 / 상무)
- 김찬형 (유격수 / 상무)
- 양선률 (선발투수 / 현역)
- 채현우 (좌익수 / 사회복무요원)
- 김창평 (2루수 / 사회복무요원)

### 방출
- 로메로 (구원투수) => 레오네스 델 에스코히도 입단
- 이원준 (마무리투수) => 고치 파이팅 독스 입단
- 김태훈 (구원투수) => 은퇴
- 조강희 (구원투수)
- 길지석 (구원투수) => 고양 원더스 입단
- 강매성 (구원투수)
- 전진우 (3루수)
- 이거연 (지명타자)
- 김규남 (좌익수)
- 이재원 (포수) => 한화 이글스 입단
- 임준섭 (구원투수) => 롯데 자이언츠 입단
- 김주한 (구원투수)
- 양선률 (선발투수) => 포천 몬스터 입단
- 서동민 (구원투수) => 은퇴
- 맥카티 (선발투수) => 중신 브라더스 입단

## 특이 사항
| 이름              | 내용 | 비고                        |
| ----------------- | --- | --------------------------- |
| 인천SSG랜더스필드 | 파울 지역 전체를 인조 잔디로 교체                                                                       |                             |
| SSG 랜더스        | 정규 시즌 예매처 변경                                                                                   | 인터파크 -> 티켓링크        |
| 한두솔            | 2013년 이후 KBO 리그 단일 시즌 전반기 최고 스트라이크 대비 헛스윙 스트라이크 비율                       | 50%                         |
| 한두솔            | 2013년 이후 KBO 리그 단일 시즌 전반기 최고 스윙 대비 헛스윙 유도율                                      | 63.6%                       |
| 김태훈            | 은퇴식                                                                                                  | 10월 17일                   |
| 최상민            | 2013년 이후 KBO 리그 단일 시즌 후반기 최고 순출루율                                                     | 0.667                       |
| 엘리아스          | 2013년 이후 KBO 리그 역대 단일 시즌 구원등판 경기 당 최다 이닝 소화                                     | 7이닝                       |
| 추신수            | 2013년 이후 KBO 리그 역대 단일 시즌에 병살타 가능 상황을 가장 적게 마주한 타자                          | 57회                        |
| 최주환            | 2013년 이후 규정 타석 충족 타자 중 타자 주자 땅볼 시 최고 3루 진루 성공률                               | 45.2%                       |
| 추신수            | 2013년 이후 규정 타석 충족 타자 중 단일 시즌 최저 투심 타율, 장타율                                     | 타율 0.071, 장타율 0.071    |
| 오원석            | 규정 이닝 충족 투수 중 최저 WAR                                                                         | 1.41                        |
| 송영진            | 2013년 이후 KBO 리그 역대 10대 투수 통산 최다 홈스틸 저지                                               | 1회                         |
| 이로운            | 2013년 이후 KBO 리그 10대 투수 통산 최다 구원승                                                         | 6승                         |
| 2023년            | 구단 창단 후 처음으로 SSG 랜더스, 두산 베어스, 삼성 라이온즈 중 한 팀도 한국시리즈에 진출하지 못한 시즌 | SSG 3위, 두산 5위, 삼성 8위 |
| 조강희            | 통산 2군 성적 9경기 2홀드 평균자책점 0임에도 불구하고 1군 등판 없이 방출                                | 2023년 육성선수 입단        |

## 같이 보기
- 2024년 SSG 랜더스 시즌